# Області Казахстану
Казахстан поділяється на 17 областей (каз. облыстар/oblystar; однина: облыс/oblys). Регіони далі поділяються на райони (каз. аудандар/audandar; однина: аудан/audan). Три міста, Шимкент, найбільше місто Алмати та столиця Астана не входять до регіонів, які їх оточують.
16 березня 2022 року президент Казахстану Касим-Жомарт Токаєв оголосив про створення трьох нових регіонів. На основі Східно-Казахстанської області утворилася Абайська область зі столицею в місті Семей. Улитауська область була створена з Карагандинської області зі столицею в Джезказгані. Жетисуська область була створена з Алматинської області зі столицею в Талдикоргані; Столиця Алматинської області була перенесена з Талдикоргана до Конаєва.

## Регіони

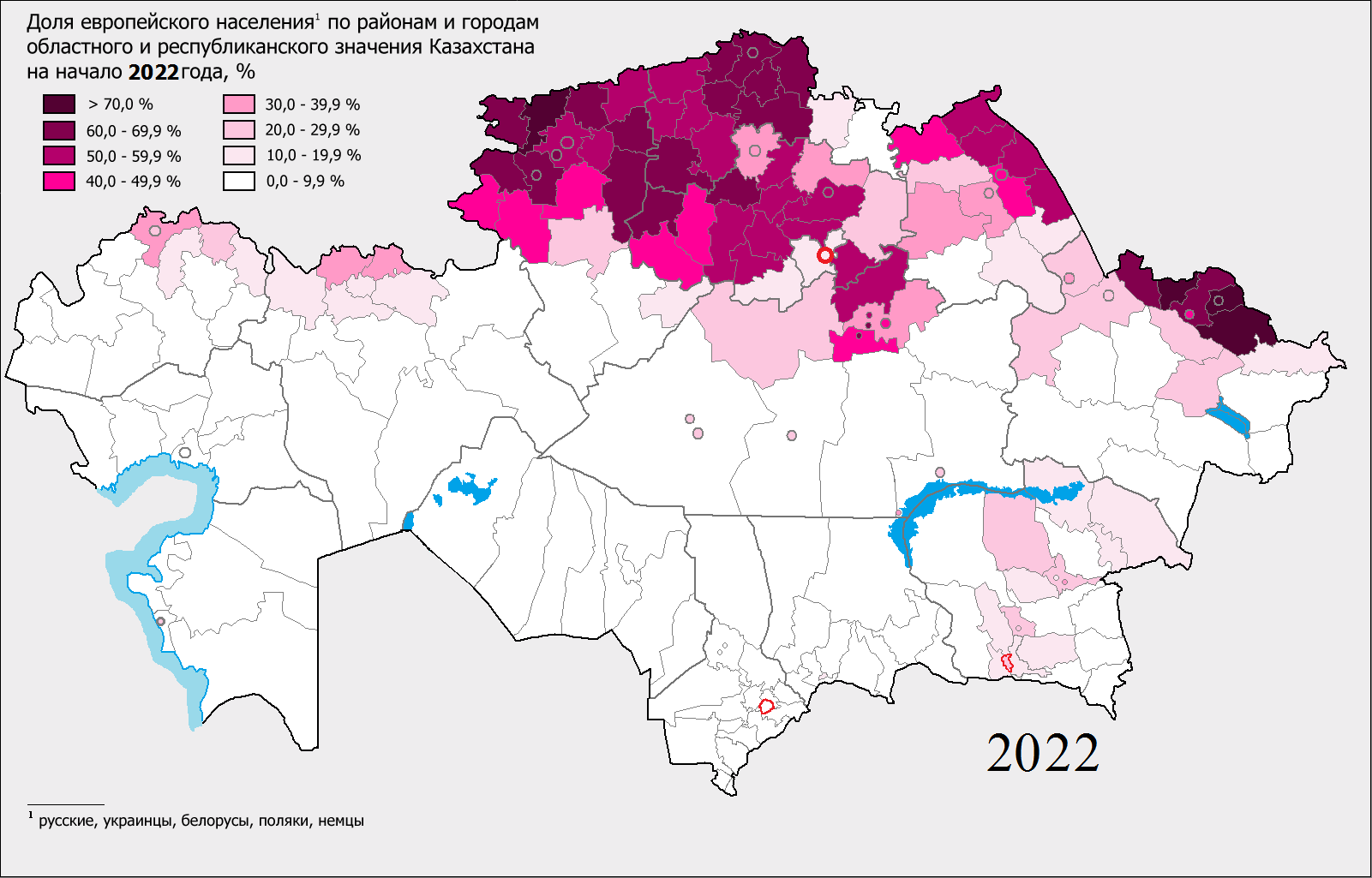
Частка європейського населення по районах і містах обласного та республіканського підпорядкування Казахстан у 2022 році
≥70 %
60,0 — 69,9 %
50,0 — 59,9 %
40,0 — 49,9 %
30,0 — 39,9 %
20,0 — 29,9 %
10,0 — 19,9 %
0,0 — 9,9 %

| UTC+05:00 | Назва українською мовою                                | Тип адміністративної одиниці | Адміністративний центр | Назва казахською мовою                                | Часовий пояс |
| --------- | ------------------------------------------------------ | ---------------------------- | ---------------------- | ----------------------------------------------------- | ------------ |
|           | Абайська область                                       | область                      | Семей                  | Абай облысы Abai oblysy                               | UTC+05:00    |
|           | Акмолинська область                                    | область                      | Кокшетау               | Ақмола облысы Aqmola oblysy                           | UTC+05:00    |
|           | Актюбінська область                                    | область                      | Актобе                 | Ақтөбе облысы Aqtöbe oblysy                           | UTC+05:00    |
|           | Алмати                                                 | місто[nb 1]                  | місто[nb 1]            | Алматы қаласы Almaty qalasy                           | UTC+05:00    |
|           | Алматинська область                                    | область                      | Конаєв                 | Алматы облысы Almaty oblysy                           | UTC+05:00    |
|           | Астана                                                 | місто[nb 1]                  | місто[nb 1]            | Астана қаласы Astana qalasy                           | UTC+05:00    |
|           | Атирауська область                                     | область[nb 2]                | Атирау                 | Атырау облысы Atyrau oblysy                           | UTC+05:00    |
|           | Байконур                                               | місто[nb 3]                  | місто[nb 3]            | Байқоңыр қаласы Baiqoñyr qalasy                       | UTC+05:00    |
|           | Східноказахстанська область                            | область                      | Усть-Каменогорськ      | Шығыс Қазақстан облысы Şyğys Qazaqstan oblysy         | UTC+05:00    |
|           | Жамбильська область                                    | область                      | Тараз                  | Жамбыл облысы Jambyl oblysy                           | UTC+05:00    |
|           | Жетисуська область                                     | область                      | Талдикорган            | Жетісу облысы Jetısu oblysy                           | UTC+05:00    |
|           | Карагандинська область                                 | область                      | Караганда              | Қарағанды облысы Qarağandy oblysy                     | UTC+05:00    |
|           | Костанайська область                                   | область                      | Костанай               | Қостанай облысы Qostanai oblysy                       | UTC+05:00    |
|           | Кизилординська область                                 | область                      | Кизилорда              | Қызылорда облысы Qyzylorda oblysy                     | UTC+05:00    |
|           | Мангистауська область                                  | область                      | Актау                  | Маңғыстау облысы Mañğystau oblysy                     | UTC+05:00    |
|           | Північноказахстанська область                          | область                      | Петропавловськ         | Солтүстік Қазақстан облысы Soltüstık Qazaqstan oblysy | UTC+05:00    |
|           | Павлодарська область                                   | область                      | Павлодар               | Павлодар облысы Pavlodar oblysy                       | UTC+05:00    |
|           | Шимкент                                                | місто[nb 1]                  | місто[nb 1]            | Шымкент қаласы Şymkent qalasy                         | UTC+05:00    |
|           | Туркестанська область (колишня Південно-казахстанська) | область                      | Туркестан              | Түркістан облысы Türkıstan oblysy                     | UTC+05:00    |
|           | Улитауська область                                     | область                      | Жезказган              | Ұлытау облысы Ūlytau oblysy                           | UTC+05:00    |
|           | Західноказахстанська область                           | область[nb 2]                | Уральськ               | Батыс Қазақстан облысы Batys Qazaqstan oblysy         | UTC+05:00    |

## Демографічна статистика
У 2022 році було створено три нові області — Абайська (з частини Східного Казахстану), Жетисуська (з частини Алматинської області) та Улитауська (з частини Карагандинської області). У наведеній нижче таблиці загальну кількість населення за 2009 рік було змінено, щоб відобразити кількість населення в нових або змінених регіонах.
| Назва                         | Столиця           | Площа (км2) | Населення (2009) | Населення (2022) | Густота населення (2022) | ISO 3166-2 |
| ----------------------------- | ----------------- | ----------- | ---------------- | ---------------- | ------------------------ | ---------- |
| Абайська область              | Семей             | 185,500     | 654,423          | 610,183          | 3.29                     | KZ-        |
| Акмолинська область           | Кокшетау          | 146,219     | 737,495          | 786,012          | 5.38                     | KZ-AKM     |
| Актюбінська область           | Актобе            | 300,629     | 757,768          | 924,845          | 3.08                     | KZ-AKT     |
| Алмати                        | Алмати            | 682         | 1,449,696        | 2,147,113        | 3,148.26                 | KZ-ALA     |
| Алматинська область           | Конаєв            | 105,100     | 1,103,237        | 1,497,025        | 14.24                    | KZ-ALM     |
| Астана                        | Астана            | 797         | 613,006          | 1,340,782        | 1,682.29                 | KZ-AST     |
| Атирауська область            | Атирау            | 118,631     | 510,377          | 689,674          | 5.81                     | KZ-ATY     |
| Байконур                      | Байконур          | 57          | 36,175           | 34,544           | 606.04                   | KZ-BAY*    |
| Східноказахстанська область   | Усть-Каменогорськ | 97,700      | 742,170          | 730,818          | 7.48                     | KZ-VOS     |
| Жамбильська область           | Тараз             | 144,264     | 1,022,129        | 1,215,482        | 8.43                     | KZ-ZHA     |
| Жетисуська область            | Талдикорган       | 118,500     | 620,593          | 698,952          | 5.90                     | KZ-        |
| Карагандинська область        | Караганда         | 239,100     | 1,118,036        | 1,134,146        | 4.74                     | KZ-KAR     |
| Костанайська область          | Костанай          | 196,001     | 885,570          | 832,445          | 4.25                     | KZ-KUS     |
| Кизилординська область        | Кизилорда         | 226,019     | 678,794          | 830,901          | 3.68                     | KZ-KZY     |
| Мангистауська область         | Актау             | 165,642     | 485,392          | 761,401          | 4.60                     | KZ-MAN     |
| Північноказахстанська область | Петропавловськ    | 97,993      | 596,535          | 534,966          | 5.46                     | KZ-SEV     |
| Павлодарська область          | Павлодар          | 124,800     | 742,475          | 754,829          | 6.05                     | KZ-PAV     |
| Шимкент                       | Шимкент           | 1,163       | 730,873          | 1,184,113        | 1,018.15                 | KZ-        |
| Туркестанська область         | Туркестан         | 116,100     | 1,738,484        | 2,110,502        | 18.18                    | KZ-TUR     |
| Західноказахстанська область  | Уральськ          | 151,339     | 598,880          | 686,655          | 4.54                     | KZ-ZAP     |
| Улитауська область            | Жезказган         | 188,900     | 223,664          | 221,014          | 1.17                     | KZ-        |

## Колишні адміністративні межі

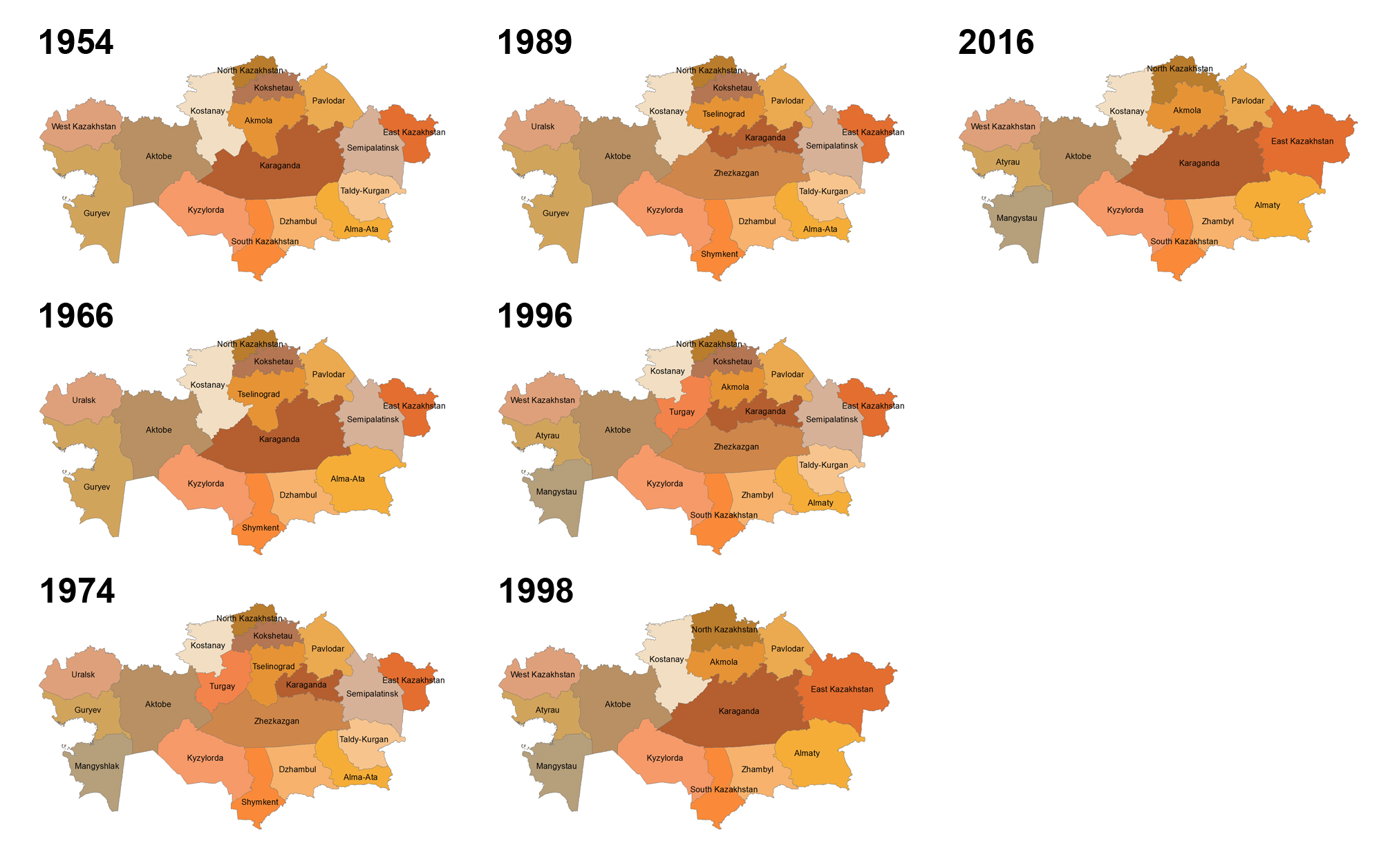
Зміна назв та меж областей з 1954 року дотепер

За останні 60 років як кордони, так і назви регіонів Казахстану значно змінилися. Основними змінами стали кілька злиттів і розколів між Гур'євською і Мангистауською, Карагандинською і Джезказганською, Алматинською і Талди-Курганською, Східноказахстанською, Семипалатинськом і Костанайською, Тургаєм і Цілиноградською областями відповідно. Зміни назв регіонів часто відбувалися відповідно до перейменування міст, як, наприклад, у випадку Алма-Ати/Алмати.
Після адміністративної реформи 1997 року останні зміни відбулися в 1999 році, коли частини Північного Казахстану, які спочатку належали Кокшетауській області, увійшли до складу Акмольської області. Об'єднання в 1990-х роках було здійснено для того, щоб розрідити російське населення в цільовому регіоні та уникнути регіонів, де росіяни становлять більшість.